# The Red Jumpsuit Apparatus
The Red Jumpsuit Apparatus är ett band som spelar alternativ rock och bildades 2003 i Middleburg, Florida.

## Historia
The Red Jumpsuit Apparatus började som ett lokalt band i Middleburg, Florida, sydväst om Jacksonville, enligt bandets officiella webbplats. Namnet, "The Red Jumpsuit Apparatus" (ungefär "den röda overallanordningen"), valdes fram genom att de placerade slumpmässigt valda ord på en vägg och sen fick en medlem med ögonbindel välja ett par ord. Några andra namn de plockades ihop var "Umbrella Ninjas" ("paraplyninjorna") och "Evil Slamina" ('Live Animals' ("levande djur", skrivet baklänges). Medlemmarna Ronnie Winter och Duke Kitchens började spela ihop år 2001 efter att de hade spelat Blink-182-covers på en musikkurs. Officiellt bildades sedan bandet 2003.

### Don't You Fake It
Bandets släpptes en icke-namngiven demo med tre låtar i mitten av 2004. Direkt efter släpptes de sin första EP, "Kins and Carroll". I slutet av 2004 la de till låtar till sin EP och slutade med en 12 låtar lång LP, även den utan namn. 2005 skrev de kontrakt med Jason Flom på Virgin Records. Sent under 2006 släpptes deras första studioalbum, Don't You Fake It, med singlarna "Face Down", "False Pretense", "Your Guardian Angel" och "Damn Regret". Skivan sålde i mer än 500 000 exemplar och belönades med guldskiva  av brannschorganisationen RIAA 27 november 2006.
I februari 2007 var The Red Jumpsuit Apparatus huvudband på turnén "Take Action Tour" som organiseras för att motverka självmord bland unga. Med på turnén var även My Chemical Romance och Rise Against. Låten "In Fate's Hand" (som var namnet på Joey Westwood och Elias Reidys tidigare projekt) är med i spelet Madden NFL 07, låten "Face Down" är med i spelen Saints Row 2 och MX vs. ATV: Untamed, och deras låt "False Pretense" är med i filmen Never Back Down.
Specialutgåvan av Don't You Fake It (CD/DVD) utgavs 23 februari 2007. CD:n innehåller två extralåtar, en akustisk version av "Face Down" och "Disconnected" (som bara varit med på den australiensiska utgåvan).

### Lonely Road
I juni 2007 började The Red Jumpsuit Apparatus arbeta på sitt andra album som kommer att släppas tidigt 2009.
3 oktober 2008 släpptes en demoversion av den första låten från skivan, "Pen & Paper", till bandets fangrupp "Alliance" och en dag senare för alla andra. Studioversionen av låten släpptes till "Alliance" 9 oktober och en dag senare på bandets MySpace-sida. "You Better Pray" hade världspremiär på sidan planet93.com där man kunde lyssna på den gratis 21 oktober, nästa dag kunde man även höra den på bandets MySpace. Båda låtarna visar att bandet har plockat upp en ny stil och nya influenser, som kanske visas genom hela deras nya skiva.
21 november 2008 avslöjades namnet på den nya skiva, Lonely Road, och att den skulle släppas 3 februari 2009.
I ett inlägg på deras MySpace skrev bandet den 16 december att gitarristen Elias Reidy inte längre var med i bandet och "att han i varit det sen sent i oktober". Bandet försäkrade även sina fans att kärnan av The Red Jumpsuit Apparatus fortfarande var intakt..

## Medlemmar
- Ronnie Winter - sång
- Joey Westwood - sång och bas
- Josh Burke - sologitarr, bakgrundsång
- Randy Winter - kompgitarr, bakgrundsång
- John Espy - trummor
- Nadeem Salam - keyboard

### Tidigare medlemmar
- Thomas Amason - sologitarr
- Dorman Pantfoeder - trummor
- Elias Reidy - sång och gitarr
- Thomas Wurth - bas
- Dan Wagler - trummor
- Duke Kitchens - kompgitarr, bakgrundsång
- Matt Carter - sologitarr
- Jon Wilkes - trummor
- John Hartman - trummor
- Daniel Resnick - keyboard

### Tidigare turnémedlemmar
- Kris Comeaux - trummor

## Diskografi

### Studioalbum
- 2004 – The Red Jumpsuit Apparatus
- 2006 – Don't You Fake It
- 2009 – Lonely Road
- 2011 – Am I the Enemy
- 2014 – 4
- 2018 – The Awakening

### EP
- 2006 – Ass Shaker/Justify/Face Down EP
- 2007 – AOL Sessions Undercover-EP
- 2009 – Shock Session-EP
- 2010 – The Hell or High Water EP
- 2013 – Et Tu, Brute?
- 2020 – The Emergency EP

### Singlar
- Face Down - 2006
- False Pretense - 2007
- Your Guardian Angel - 2007
- Disconnected - 2007
- You Better Pray - 2008
- Pen & Paper - 2009
- Valentine - 2010
- Reap - 2011
- Am I the Enemy - 2011
- Angel in Disguise - 2011
- Twilight - 2012
- Remember Me - 2013
- Wide Is the Gate - 2013
- The Right Direction - 2014
- California - 2014
- It Was You - 2015
- The Awakening - 2017
- On Becoming Willing - 2018
- Face Down (Symphonic Edition) - 2022
- Home Improvement - 2024